# Cachoeira do Sul
Cachoeira do Sul (en español Cascada del Sur) es un municipio brasilero del estado de Rio Grande do Sul, siendo el quinto más antiguo del estado, emancipado de Rio Pardo en 1820. Su nombre se debe a una antigua cascada existente en Río Jacuí, pero en su lugar fue constituida la Ponte Barragem do Fandango. Es considerado una de las catorce capitales de la Revolución Farroupilha.
Se encuentra ubicado a una latitud de 30º02'21" Sur y una longitud de 52º53'38" Oeste, estando a una altitud de 68 metros sobre el nivel del mar. Su población estimada para el año 2004 era de 89.120 habitantes.
Ocupa una superficie de 3.715,5 km².

## Historia

### Fundación y periodo colonial

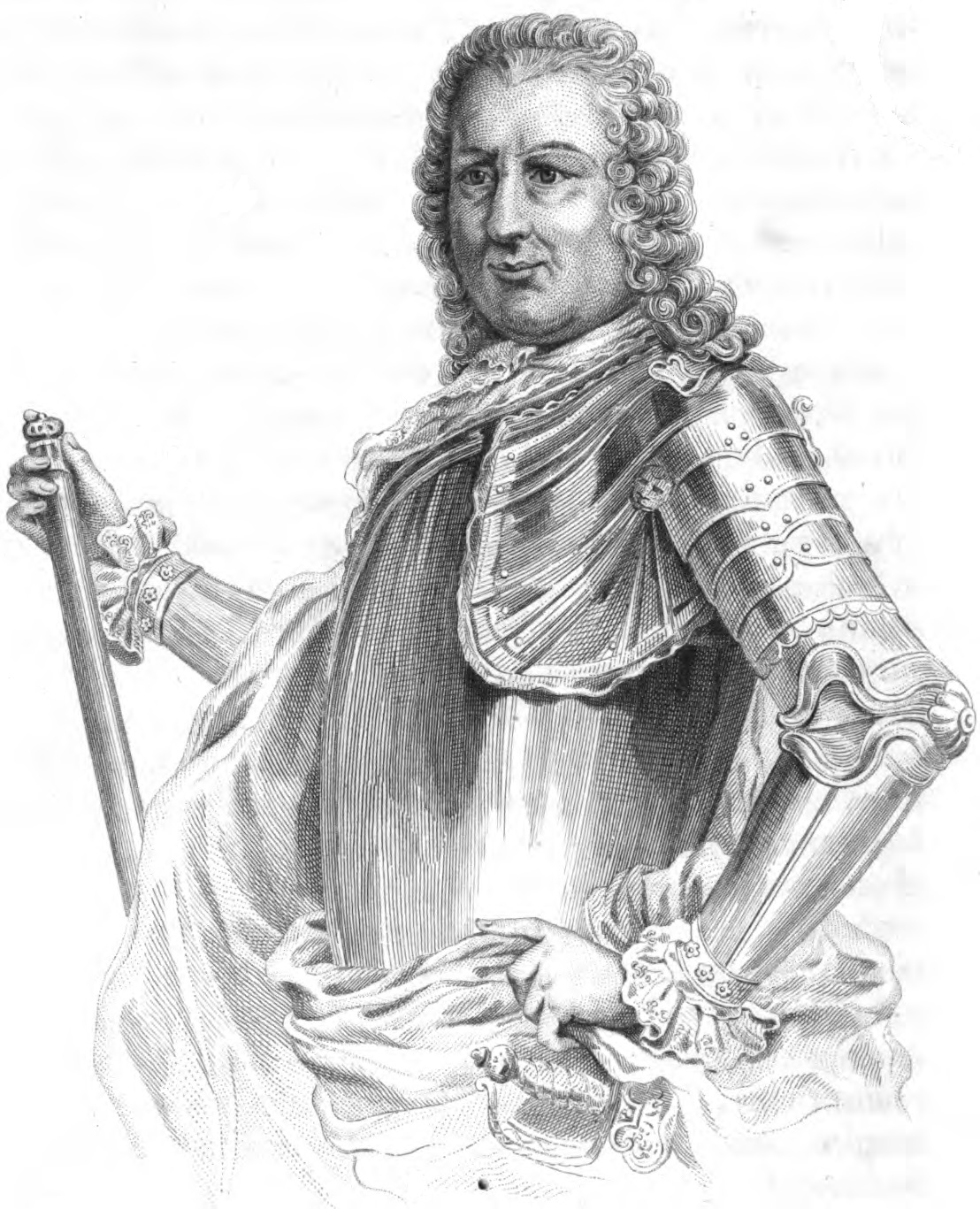
António Gomes Freire de Andrade, Visconde de Bobadela.

La historia del municipio inicia en 1750, cuando las tropas portuguesas llegadas de São Paulo recibieron sesmarías y comenzaron a poblar la región alrededor del Río Jacuí, para asegurar el cumplimiento del Tratado de Madrid, firmado ese mismo año. Estas se establecieron con estancias de cría de ganado bovino. Para demarcar la línea fronteriza fue designado para ir al Rio Grande do Sul, el gobernador y Capitán General de Río de Janeiro y Minas Gerais, Gomes Freire de Andrade, Visconde de Bobadela, acompañado por una comisión técnica y tropas de los ejércitos españoles y portugueses.
En 1754 sucedió la Guerra Guaranítica, donde los indígenas residentes en las misiones se levantaron contra el poder de la Corona Portuguesa, y la Corona Española. Con la derrota de los indígenas, y la definitiva cesión de estos territorios de España a Portugal,, algunos de ellos fueron recogidos por portugueses y formaron una pequeña aldea en el Cerro de Botucaraí. En 1769, fueron llevados para el Paso del Fandango, donde construyeron la capilla de São Nicolau. El lugar es hoy el barrio Aldeia. Es en esa época cuando el pequeño poblado, formado de azorianos e indígenas, comienza a ser llamado Cachoeira, debido a las caídas de agua del Río Jacuí que había en el lugar. El 10 de julio de 1779, la capilla fue elevada a la categoría de freguesia, con la denominación de freguesia de Nossa Senhora da Conceição da Cachoeira. El 28 de septiembre de 1799, fue inaugurado el nuevo templo católico, la Iglesia Matriz Nossa Senhora da Conceição.

## Paleontología
Esta ciudad pertenece a geoparque de Paleorrota.